# Кийа Ливашир
Нусрат ад-Дин Абу Музаффар Кийа Ливашир — был одним из правителей Испахбадов Гиляна. 

## История
Известно, что Кийа жил во времена существования персидского поэта Хагани, а тот в своих трудах уделял Кийе немало внимании.  В частности Хагани говорил, что Кийа ему помогал несколько недель и заботился о нем. Присылал ему две тысячи золотых динаров и подарков. Минорский В. Ф. считал, что Кийа Ливашир один из испахбадов Мугани и был владельцем Шиндана и Арчивана. На Кийа Ливашира из-за его острой политической позиции в отношении хорезмшахов было совершено покушение в ходе которого он был жестоко убит в молодом возрасте.